# Рубеж мира
«Рубе́ж ми́ра» или «Край света» (англ. Rim of the World) — научно-фантастический приключенческий фильм режиссёра Макджи. Сценарий фильма написал Зак Стенц. Фильм был выпущен во всём мире на Netflix 24 мая 2019 года.

## Сюжет
Четверо подростков-неудачников поневоле становятся союзниками, когда их отдых в летнем лагере прерывает вторжение пришельцев. И теперь подростки должны объединиться, преодолеть свои страхи и неуверенность и действовать как одна команда для того, чтобы попытаться спасти мир.

## В ролях
- Джек Гор — Алекс
- Мия Чех — Чжен-Чжен
- Бенжамин Флорес-младший — Дариуш
- Алессио Скальцотто — Габриэль
- Дин Джаггер — Капитан Хокинг
- Кинг Бах — Логан
- Линн Коллинз — Майор Коллинз
- Аннабет Гиш — Грейс
- Майкл Бич — Генерал Хоури
- Тони Кавалеро — Конрад
- Скотт МакАртур — Лу
- Дэвид Теюн — Вожатый
- Руди Манкузо — Человек с гитарой

## Производство
В марте 2018 года сообщалось о том, что Макджи будет режиссировать фильм «Рубеж мира» для Netflix по сценарию Зака Стенца. Производство фильма должно было начаться в мае 2018 года в Лос-Анджелесе (Калифорния). В июне 2018 года был объявлен актёрский состав фильма
.
Съёмочный период начался в июне 2018 года
.